# David Siegel (Webdesigner)
David Siegel (* 1959) ist ein amerikanischer Webdesigner und Typograf, der vor allem durch seine Bücher Creating Killer Web Sites Trends in Bezug auf Gestaltung von Webseiten setzte. 
Siegel studierte digitale Typografie an der Stanford University und machte 1986 den Abschluss als Master. Nachdem er ein Jahr bei den Pixar Animation Studios gearbeitet hatte, machte er sich als Designer selbständig.
1996 erschien sein erstes Buch Creating Killer Web Sites. Siegels Schwerpunkte zielen weniger auf handwerkliche Fähigkeiten im Bereich HTML, sondern mehr in Richtung Design, Stil und Benutzerführung. Er bezeichnete Webpräsenzen als Seiten der „dritten Generation“, wenn sie durch Design und nicht durch technische Kompetenzen entstehen und die Leser über eine Startseite durch einen Webauftritt führen.

## Schriften
- Web-Site-Design. Aus dem Amerikanischen von Frank Baeseler und Nik Schwarten. Markt und Technik, Haar bei München 1996. 2. Auflage 1998, ISBN 3-8272-5331-4. Neuauflage: Zweitausendeins, Frankfurt am Main 1999, ISBN 3-86150-313-1.
- Das Geheimnis erfolgreicher Web Sites. Übersetzung: Wolfgang Mittelmaier. Markt und Technik, Haar bei München 1998, ISBN 3-8272-5330-6.